# Bầu cử Chủ tịch nước Việt Nam 2023
Một cuộc bầu cử gián tiếp bầu Chủ tịch nước Cộng hòa xã hội chủ nghĩa Việt Nam đã được tổ chức vào ngày 2 tháng 3 năm 2023. Cuộc bầu cử đã diễn ra sớm hơn dự định khi Nguyễn Xuân Phúc từ chức vì "trách nhiệm chính trị" sau hàng loạt những bê bối tham nhũng như Đại án Việt Á và vụ chuyến bay giải cứu bị phơi bày.
Do là chế độ đơn đảng, ứng cử viên duy nhất tham gia tranh cử là Võ Văn Thưởng đã được Quốc hội Việt Nam thống nhất bầu. Vào thời điểm bầu cử chỉ có 488/495 đại biểu quốc hội có mặt tham gia biểu quyết. Kết quả bỏ phiếu ghi nhận 487 phiếu tán thành, 1 phiếu trắng; chiếm 98,38%.

## Bối cảnh
Vào ngày 17 tháng 1 năm 2023, Ban Chấp hành Trung ương Đảng Cộng sản Việt Nam đã chấp thuận cho Nguyễn Xuân Phúc thôi giữ nhiều chức vụ, trong đó có Chủ tịch nước Cộng hòa xã hội chủ nghĩa Việt Nam trong nhiệm kỳ 2021–2026 theo nguyện vọng cá nhân. Sau đó một ngày, Quốc hội Việt Nam đã chính thức miễn nhiệm chức vụ Chủ tịch nước của ông; Võ Thị Ánh Xuân, Phó Chủ tịch nước được phân công giữ Quyền Chủ tịch nước. Việc từ chức của ông được cho là do phải chịu trách nhiệm chính trị khi để xảy ra nhiều sai phạm liên quan đến vụ án sai phạm tại Công ty cổ phần Công nghệ Việt Á và vụ chuyến bay "giải cứu" công dân trở về nước do đại dịch COVID-19 khi hai Phó Thủ tướng xin thôi chức, hai Bộ trưởng và nhiều cán bộ bị xử lý.
Đến ngày 1 tháng 3, nhằm kiện toàn chức vụ Chủ tịch nước, Ủy ban Thường vụ Quốc hội khóa XV đã ban hành quyết định triệu tập Kỳ họp bất thường lần thứ tư để Quốc hội khóa XV tiến hành bầu cử Chủ tịch nước Cộng hòa xã hội chủ nghĩa Việt Nam. Cuộc bầu cử được xác định diễn ra trong sáng ngày 2 tháng 3 năm 2023 tại tòa nhà Quốc hội Việt Nam. Cùng ngày, Ban Chấp hành Trung ương Đảng Cộng sản Việt Nam đã giới thiệu nhân sự để Quốc hội Việt Nam thực hiện bầu cử.

## Bầu cử
Khoảng 8 giờ ngày 2 tháng 3 năm 2023, Ủy ban thường vụ Quốc hội đã trình danh sách đề cử nhân sự cho chức vụ Chủ tịch nước. Ngay sau đó, Quốc hội Việt Nam đã tiến hành thảo luận tại Đoàn đại biểu Quốc hội. Ủy ban Thường vụ Quốc hội báo cáo Quốc hội kết quả thảo luận tại Đoàn, tiếp thu ý kiến của đại biểu Quốc hội. Tiếp sau đó, Quốc hội thực hiện biểu quyết và bầu Chủ tịch nước qua hình thức bỏ phiếu kín.
Sau khi Ban kiểm phiếu công bố kết quả, Nghị quyết bầu Chủ tịch nước đã ghi nhận 487/488 đại biểu có mặt bỏ phiếu tán thành, chiếm 98,38% tổng số đại biểu Quốc hội cho Võ Văn Thưởng. Ông đồng thời cũng là chủ tịch nước trẻ nhất của Việt Nam từ trước đến nay khi giữ chức ở độ tuổi 52. Khoảng 10 giờ, tân Chủ tịch nước của Việt Nam đã có bài phát biểu và tuyên thệ nhậm chức.
| “ | Dưới cờ đỏ sao vàng thiêng liêng, trước Quốc hội và đồng bào cử tri cả nước, tôi Chủ tịch nước Cộng hòa xã hội chủ nghĩa Việt Nam xin tuyên thệ: Tuyệt đối trung thành với Tổ quốc, với Nhân dân và Hiến pháp nước Cộng hòa xã hội chủ nghĩa Việt Nam. Nỗ lực rèn luyện phấn đấu hoàn thành tốt nhiệm vụ được Đảng, Nhà nước và Nhân dân giao phó. | ” |
| — | |   |

## Phản ứng
Hãng thông tấn Reuters gọi Võ Văn Thưởng là nhân vật thân cận với Tổng Bí thư Nguyễn Phú Trọng, nhân vật được xem là quyền lực nhất Việt Nam và là "kiến trúc sư trưởng" trong những cuộc chiến chống tham nhũng của Đảng Cộng sản Việt Nam. Nhiều nhà đầu tư và phân tích cũng cho rằng cuộc bầu cử là dấu hiệu cho sự liên tục trong chính sách kinh tế và đối ngoại của Việt Nam.
Ngay sau khi Võ Văn Thưởng nhậm chức Chủ tịch nước, nhiều lãnh đạo các quốc gia như Nga, Ấn Độ, Triều Tiên, Nhật Bản, Ý, Mông Cổ, Các Tiểu vương quốc Arab Thống nhất, Trung Quốc, Campuchia, Lào, Cuba, v.v... đã gửi điện chúc mừng.